# Toshiyuki Atokawa
Toshiyuki Atokawa (18 de novembre de 1968) és un karateka i kickboxer japonès retirat de la competició. Va ser campió mundial de karate i participant en la primera edició del K-1 World Grand Prix el 1993 i a l'edició del 1995.
Juntament amb Masaaki Satake, Toshiyuki Yanagisawa o Taei Kin, fou un dels representants de l'estil Seidokaikan a la dècada del 1980 i 1990.

## Biografia

### Karate
Va entrenar l'estil Seidokaikan al dojo Higashi Osaka Honbu a càrrec del mestre Kazuyoshi Ishii arribant a convertir-se en un dels millors karatekas de l'estil Seidokaikan durant la primera meitat de la dècada dels noranta. A l'edat de 19 anys, va ingressar al quarter general de Masamichi Kaikan i va adquirir un cinturó negre en 1 any i 9 mesos. El 1990 es va proclamar campió del Japó i un any més tard es va proclamar campió mundial després de derrotar l'australià Adam Watt a la final. Dos anys més tard, el 1995, va quedar subcampió del món en ser derrotat a la final pel japonès d'origen sud-coreà Taiei Kin.

### Kickboxing
Entre 1993 i 1996 Atokawa va participar en tornejos de k-1. Va ser un dels pioners en la seva disciplina pel fet que juntament amb el seu company de dojo Masaaki Satake es van convertir en els primers representants del Seidokaikan a participar en un torneig de kickboxing debutant al K-1 World Grand Prix celebrat el 3 d'abril de 1993, Atokawa va ser derrotat en els quarts de final pel kickboxer nord-americà Maurice Smith. En 1995 tornaria a participar al K-1 World Grand Prix sent derrotat una vegada més en els quarts de final pel kickboxer neerlandès Peter Aerts, rival que finalment es proclamaria campió del torneig.
El 30 de desembre de 2015 es va independitzar de Masamichi Kaikan i el 2016 va establir el seu propi estil, el Shudo Kaikan.

## Títols
- Campió a la novena edició dels All Japan Open Karate Championships (1990)
- Campió de la Karate World Cup '91 (1991)
- Campió de la tercera edició de la Tower Cup (1994)
- Subcampió de la Karate World Cup '95 (1995)